# 바스티유의 코끼리

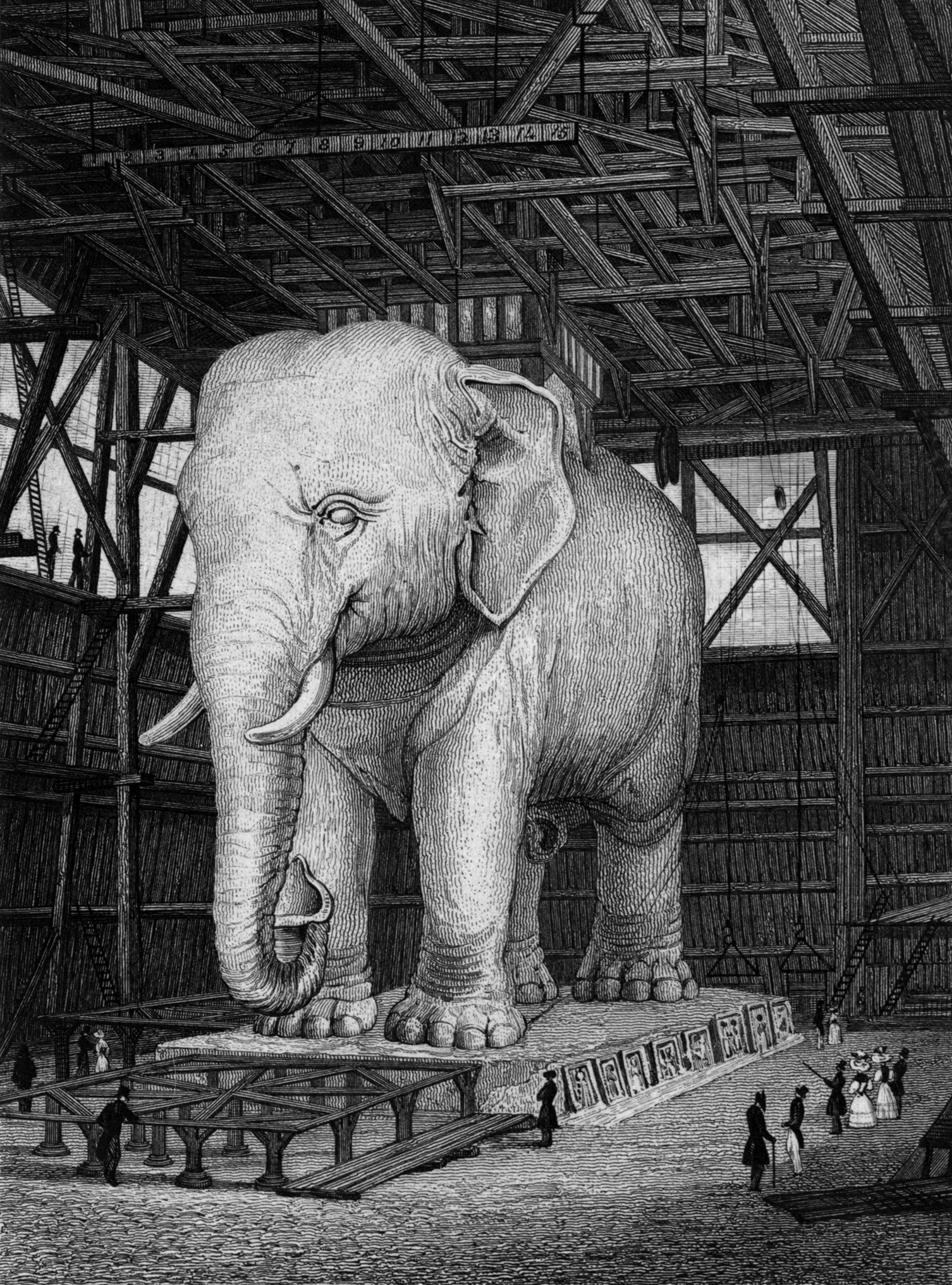
실물 크기의 석고 모형을 그린 강판

바스티유의 코끼리(프랑스어: Éléphant de la Bastille)는 1813년부터 1846년에 걸쳐 파리에 전시되어 있던 코끼리 기념물이다. 본래의 아이디어는 1808년에 나폴레옹이 생각해낸 것으로, 그는 청동 조각을 바스티유 광장에 설치하려고 했지만 실제로 지어진 것은 석고상이었다. 24미터의 거대한 모형 자체가 사람의 눈을 끄는 건물이며, 빅토르 위고의 《레 미제라블》에서 등장인물의 은신처였다. 건설된 부분의 일부는 남아있지만, 동상 자체는 7월 기념비로 대체되었다.

## 철거
1820년대 말부터 인근 주민들이 코끼리를 철거를 위한 탄원을 시작하게 되었다. 코끼리에 거처하는 쥐가 먹이를 찾으러 집에 침입한다는 것에 대해 불평을 호소한 것이다. 모형의 코끼리는 1846년까지 철거되는 것은 아니었지만, 그 무렵에는 상당히 저하된 상태에 있었다.

## 그 후
2012년 4월 비교적 작은 코끼리 복제품이 영화 《레 미제라블》의 세트의 일부로 그리니치에 만들어져 있다.